# Adil Kaouch
Pour les articles homonymes, voir Adil (prénom).
Adil Kaouch, (Arabe: عادل كاؤوش), né le 1er janvier 1979, est un athlète marocain, évoluant sur 1 500 mètres.

## Biographie
Après avoir été champion du monde junior en 1998, il devient rapidement l'un des meilleurs coureurs marocains du 1 500 mètres. Il évolue alors souvent en tant que meneur de la course de son compatriote Hicham El Guerrouj principalement lors des Championnats du monde 1999 de Séville et 2001 à Edmonton. Durant ces deux compétitions, Hicham remporte le titre.
Le coureur de demi-fond marocain Adil Kaouch a été suspendu pour deux ans par la Fédération royale marocaine d’athlétisme (FRMA), après avoir été contrôlé positif à l’EPO le 13 juillet 2007. La décision a été prise jeudi 4 octobre à Rabat. Lors de la réunion d’athlétisme de la Golden League de Rome le 13 juillet, Kaouch avait été contrôlé positif après avoir remporté le 1500 mètres.

## Palmarès

### Jeux olympiques d'été
- Jeux olympiques de 2004 à Athènes : 9e

### Championnats du monde d'athlétisme
- Championnats du monde 2005 à Helsinki :  Médaille d'argent
- Championnats du monde 2001 à Edmonton : 11e
- Championnats du monde 1999 à Séville : 11e
- champion du monde junior 1998

### Championnats du monde d'athlétisme en salle
- Championnats du monde 2001 à Lisbonne : 5e
- Championnats du monde 1999 à Maebashi : 7e

### Championnats d'Afrique d'athlétisme
- Championnats d'Afrique d'athlétisme 2006 à l'île Maurice :  Médaille d'argent

### Championnats du monde de cross-country
- Médaille d'argent de cross court du championnat du monde 2006
- Médaille de bronze de cross court par équipe du championnat du monde 2006